# ارل (شهر اتریش)
ارل (به آلمانی: Erl) یک منطقهٔ مسکونی در اتریش است که در ناحیه کوفستاین واقع شده‌است. ارل ۲۷٫۰ کیلومتر مربع مساحت دارد ۴۷۶ متر بالاتر از سطح دریا واقع شده‌است.